# Božidar Raič
Božidar Raič, rodným jménem Matija Reich, německy Mathias Reich (7. nebo 9. února 1827 Žvab – 6. června 1886 Lublaň), byl rakouský římskokatolický duchovní, jazykovědec a politik slovinské národnosti ze Štýrska, v 2. polovině 19. století poslanec Říšské rady.

## Biografie
Základní školu vychodil v obci Sveti Tomaž, v letech 1838–1844 pak studoval na gymnáziu v chorvatském Varaždínu, kde si změnil jméno na Božidara Raiče. Následně studoval v období let 1844–1846 filozofii v Záhřebu a v letech 1846–1850 bohoslovectví v Štýrském Hradci. Působil jako pomocný duchovní v Ljutomeru, od roku 1851 do roku 1853 jako kaplan v Slivnici pri Mariboru. V letech 1853–1860 vyučoval humanitní předměty na gymnáziu v Mariboru. V období let 1860–1868 vykonával úřad kaplana.
Zabýval se jazykovědným výzkumem. Na téma slovanských jazyků publikoval již od roku 1848. V Záhřebu přeložil a vydal ruský slovník Václava Hanky. V době po roce 1850 ho ovlivnilo nejradikálnější křídlo ilyrismu okolo Radoslava Razlaga, které požadovalo sjednocení všech jihoslovanských jazyků do jedné spisovné řeči. Později vydal stať Uvod v slovnicu vseslavenskojo, v které se snažil na základě staroslověnštiny zkonstruovat nový jazyk pro všechny Slovany, pro který dokonce navrhl novou abecedu. Tyto experimenty později opustil a zaměřil se na budování spisovného slovinského jazyka (některá jím kodifikovaná slova jsou dodnes užívána), ale stoupencem ilyrismu byl až do své smrti. Anagžoval se v obraně práv Slovinců v uherském regionu Prekmurje.
Angažoval se i veřejně a politicky. Byl členem slovinských spolků. Zasedal v okresním zastupitelstvu a okresní školní radě. Koncem 60. let patřil mezi hlavní postavy táborového hnutí mezi Slovinci (série masových shromáždění na protest proti centralistické koncepci rakouského státu). Od roku 1884 byl poslancem Štýrského zemského sněmu za kurii venkovských obcí, obvod Ptuj. Byl orientován jako umírněný klerikál, později se sbližoval s liberály a zapojil se do debat, které vedly k rozštěpení do té doby jednotné slovinské národní strany ve Štýrsku.
Působil taky jako poslanec Říšské rady (celostátního parlamentu Předlitavska), kam nastoupil doplňovacích volbách roku 1884 za kurii venkovských obcí v Štýrsku, obvod Maribor, Slovenske Konjice, Slovenj Gradec atd. poté, co zemřel poslanec Mihael Hermann. Slib složil 8. února 1884. Mandát zde obhájil v řádných volbách roku 1885. Poslanec byl až do své smrti roku 1886. Ve volebním období 1879–1885 se uvádí jako Božydar Raič, farář, bytem Ptuj. V zemském sněmu i Říšské radě podporoval práva slovinštiny ve školství a odmítal zavádění němčiny do školství. Nesouhlasil se setrváváním slovinských poslanců v konzervativním Hohenwartově klubu (tzv. Strana práva), jenž sdružoval německorakouské i neněmecké konzervativce a federalisty. Místo toho navrhoval, aby slovinští poslanci spolupracovali s jihoslovanskými parlamentními zástupci z Dalmácie. Ve volbách roku 1885 byl ale do Říšské rady zvolen za Hohenwartův klub.
Zemřel v červnu 1886. Během února 1886 se ve Vídni při rozpočtové debatě nachladil. Odjel pak ke známým do Lublaně na zotavenou.